# Miss Universo Australia 2023
Miss Universo Australia 2023 fue la 19.ª edición del concurso Miss Universo Australia. Se llevó a cabo el 1 de septiembre de 2023. Al final del evento, Miss Universo Australia 2022 Monique Riley de Nueva Gales del Sur coronó Moraya Wilson de Victoria como su sucesora.
Wilson representó a Australia en la competencia Miss Universo 2023, que tuvo lugar en El Salvador el 18 de noviembre y quedó como segunda finalista.

## Resultados
| Posiciones                   | Candidata |
| ---------------------------- | --- |
| Miss Universo Australia 2023 | - Victoria - Moraya Wilson |
| Primera finalista            | - Nueva Gales del Sur - Tash Knox |
| Segunda finalista            | - Australia Occidental - Brooklyn Metropolis |
| Tercera finalista            | - Nueva Gales del Sur - Farida Rakhmanova |
| Cuarta finalista             | - Queensland - Bree Monck |
| Top 10                       | - Nueva Gales del Sur - Sené Maluwapi - Queensland - Lily Goodare - Victoria - Brooke Bailey - Victoria - Johara Pillay - Australia Occidental - Vimbayi Hakutangwi |

## Candidatas
| Representación       | Candidata              | Edad | Ciudad natal   | Ref.          |
| -------------------- | ---------------------- | ---- | -------------- | ------------- |
| Nueva Gales del Sur  | Farida Rakhmanova      |      | Sídney         | [ 8 ]         |
| Nueva Gales del Sur  | Sené Maluwapi          | 19   | Sídney         | [ 8 ]         |
| Nueva Gales del Sur  | Tash Knox              |      | Sídney         | [ 8 ]         |
| Nueva Gales del Sur  | Vitoria Camporeale     | 23   | Sídney         | [ 8 ]         |
| Queensland           | Breanna «Bree» Monck   | 21   | Gold Coast     | [ 9 ]         |
| Queensland           | Dominique Ross         |      | Brisbane       | [ 9 ]         |
| Queensland           | Emily Outridge         |      | Sunshine Coast | [ 9 ]         |
| Queensland           | Lily Goodare           | 23   | Elanora        | [ 9 ]         |
| Queensland           | Sabrina D'Odorico      |      | Gold Coast     | [ 9 ]         |
| Australia Meridional | Emily Rogers           |      | Adelaide       | [ 10 ]        |
| Australia Meridional | Efthimia «Mia» Dalkos  | 22   | Adelaide       | [ 10 ]        |
| Victoria             | Alexandra Danielle Lim |      | Melbourne      | [ 11 ]        |
| Victoria             | Brooke Bailey          |      | Melbourne      | [ 11 ]        |
| Victoria             | Claire Rossier         |      | Melbourne      | [ 11 ]        |
| Victoria             | Johara Pillay          | 22   | Melbourne      | [ 11 ]        |
| Victoria             | Lauren Walker          | 26   | Nar Nar Goon   | [ 11 ]        |
| Victoria             | Maddison Cottle        |      | Melbourne      | [ 11 ]        |
| Victoria             | Moraya Wilson          | 21   | Melbourne      | [ 11 ]        |
| Australia Occidental | Brooklyn Metropolis    | 21   | Perth          | [ 12 ] [ 13 ] |
| Australia Occidental | Khloe Hicks            |      | Perth          | [ 12 ] [ 13 ] |
| Australia Occidental | Mary Lopez             | 23   | Perth          | [ 12 ] [ 13 ] |
| Australia Occidental | Natasha Huisman        |      | Mount Helena   | [ 12 ] [ 13 ] |
| Australia Occidental | Somaya O’Donnell       | 25   | Albany         | [ 12 ] [ 13 ] |
| Australia Occidental | Vimbayi Hakutangwi     | 19   | Perth          | [ 12 ] [ 13 ] |